# Alex Dowsett
Alex Dowsett (3 de octubre de 1988 en Essex, Gran Bretaña) es un ciclista británico que fue profesional entre 2010 y 2022.

## Biografía
Se formó en la Academia sub-23 de la Federación Británica de Ciclismo en la Toscana italiana. En 2008 y 2009 se proclamó campeón británico contrarreloj sub-23.
En 2010 dio el salto al campo profesional de la mano del Trek-Livestrong U23, de categoría Continental y filial del equipo Team RadioShack, el equipo ProTour dirigido por Johan Bruyneel y liderado por Lance Armstrong. Ese año se proclamó campeón europeo contrarreloj sub-23 y ganó la Crono de las Naciones sub-23, además de ser segundo en el prólogo del Tour del Porvenir y en la prueba contrarreloj de los Juegos de la Commonwealth.
Para 2011 pasó al equipo británico Sky Procycling, de categoría ProTour. El 30 de octubre de 2012 se confirmó su fichaje por el Movistar Team.
El 2 de mayo de 2015 logró establecer una nueva marca mundial del récord de la hora, con un registro de 52,937 km en el velódromo de Mánchester, Inglaterra. Dicho récord sería batido un mes después casi en 2 kilómetros por su compatriota Bradley Wiggins. Ese mismo año logra la Vuelta a Baviera y conquista su tercer Campeonato de Reino Unido de ciclismo contrarreloj, además de debutar por primera vez en el Tour de Francia en el que logró la 13.ª plaza en la crono inicial en Utrecht y un tercer puesto con el Movistar en la crono por equipos, antes de abandonar en la decimosegunda etapa debido a una caída durante la primera semana.
Se retiró al finalizar el año 2022 después de doce años compitiendo al más alto nivel.

## Palmarés
2006 (como amateur)
- 3.º en el Campeonato del Reino Unido por Equipos (haciendo equipo con Jonathan Bellis, Peter Kennaugh y Luke Rowe)

2010
- Campeonato Europeo Contrarreloj sub-23

2011
- 1 etapa del Tour de Poitou-Charentes
- Campeonato del Reino Unido Contrarreloj
- 1 etapa de la Vuelta a Gran Bretaña

2012
- 2.º en el Campeonato del Reino Unido en Ruta
- Campeonato del Reino Unido Contrarreloj

2013
- 1 etapa del Giro de Italia
- Campeonato del Reino Unido Contrarreloj

2014
- 1 etapa del Circuito de la Sarthe
- 3.º en el Campeonato del Reino Unido Contrarreloj

2015
- Récord de la hora
- Vuelta a Baviera, más 1 etapa
- Campeonato del Reino Unido Contrarreloj

2016
- Campeonato del Reino Unido Contrarreloj
- 1 etapa del Tour de Polonia

2017
- 1 etapa del Circuito de la Sarthe
- 2.º en el Campeonato del Reino Unido Contrarreloj

2018
- 3.º en el Campeonato del Reino Unido Contrarreloj

2019
- Campeonato del Reino Unido Contrarreloj

2020
- 1 etapa del Giro de Italia

## Resultados en Grandes Vueltas y Campeonatos del Mundo
| Carrera              | Carrera              | 2010 | 2011 | 2012 | 2013  | 2014 | 2015 | 2016 | 2017 | 2018  | 2019  | 2020  | 2021 | 2022  |
| -------------------- | -------------------- | ---- | ---- | ---- | ----- | ---- | ---- | ---- | ---- | ----- | ----- | ----- | ---- | ----- |
|                      | Giro de Italia       | —    | —    | —    | 148.º | —    | —    | —    | —    | 120.º | —     | 120.º | Ab.  | 134.º |
|                      | Tour de Francia      | —    | —    | —    | —     | —    | Ab.  | —    | —    | —     | 151.º | —     | —    | —     |
|                      | Vuelta a España      | —    | —    | —    | —     | —    | —    | —    | —    | —     | —     | —     | —    | —     |
| Mundial en Ruta      | Mundial en Ruta      | —    | —    | Ab.  | —     | —    | Ab.  | —    | —    | —     | —     | —     | —    | —     |
| Mundial Contrarreloj | Mundial Contrarreloj | —    | —    | 8.º  | 41.º  | 20.º | 17.º | 12.º | —    | 29.º  | 5.º   | 9.º   | —    | —     |

—: no participa

Ab.: abandono

## Equipos
- Trek Livestrong U23 (2010)
- Sky Procycling (2011-2012)
- Movistar Team (2013-2017)
- Katusha-Alpecin (2018-2019)
- Israel[8] (2020-2022)
  - Israel Start-Up Nation (2020-2021)
  - Israel-Premier Tech (2022)